# Sierra Championship Boxing
Sierra Championship Boxing è un videogioco di pugilato sviluppato da Evryware e pubblicato da Sierra On-Line nel 1983. Inizialmente uscito per PC IBM, nel corso degli anni 1980 sono state prodotte anche versioni per home computer Apple II, Commodore 64, personal computer IBM compatibili e Macintosh.

## Modalità di gioco
Il giocatore può controllare il pugile, selezionabile da una lista di pugili storici o realizzabile dallo stesso giocatore, durante i vari round dell'incontro o anche agire come suo secondo, avendo la possibilità di dare all'atleta diversi consigli nel tempo che intercorre tra un round e l'altro. Il gioco permette di giocare in modalità singola, scontrandosi contro un avversario comandato dal computer, o in modalità multigiocatore, con ognuno dei due pugili comandato da un giocatore, ed è anche presente una modalità in cui il giocatore assiste semplicemente all'incontro, partecipando solo da secondo del proprio pugile.
Tra le varie curiosità si può citare il fatto che, tra i vari consigli che il giocatore può dare al suo pugile nel corso del match, come quelli di "picchiare al corpo" e "puntare alla testa", vi è anche quello, utilizzabile dal terzo round in poi, di truccare l'incontro e farsi sconfiggere in cambio di soldi. Inoltre, quando si decide di creare un proprio pugile con cui scalare la classifica, oltre alla possibilità di creare un pugile umano si ha anche quella di scegliere un canguro o un alieno definito "Cartoon".

## Sviluppo
Sierra Championship Boxing è stato il primo gioco per PC mai prodotto da Evryware, fondata dai fratelli Barry e Dave Murry. Inizialmente, il gioco sarebbe dovuto essere pubblicato da Microsoft, tuttavia all'ultimo minuto l'azienda decise che il mercato casalingo di questo gioco non sarebbe stato sufficientemente ampio da rendere l'affare redditizio, e lo stesso contatto di Evryware in Microsoft parlò del gioco a Ken Williams, di Sierra On-Line. Quest'ultima offrì quindi un contratto a Evryware e il gioco uscì nel 1983.

## Accoglienza
InfoWorld definì Sierra Championship Boxing come "di gran lunga il gioco sportivo più vasto mai creato per un microcomputer" affermato che il gioco "potrebbe inaugurare una nuova era mei giochi di simulazione sportiva" che utilizzato "la potenza e la memoria di un IBM PC e di un IBM PCjr" per contenere informazioni su persone realmente esistite. Tuttavia Computer Gaming World recensì negativamente la versione per Commodore 64, elogiandone la grafica e la ricchezza di opzioni ma criticandone la mancanza di realismo. PC Magazine diede al gioco un voto di 14,5 su 18, definendolo "uno di quei giochi rivoluzionari che raramente si vedono di questi tempi ... Championship Boxing è un knockout".